# Gaspar Becerra

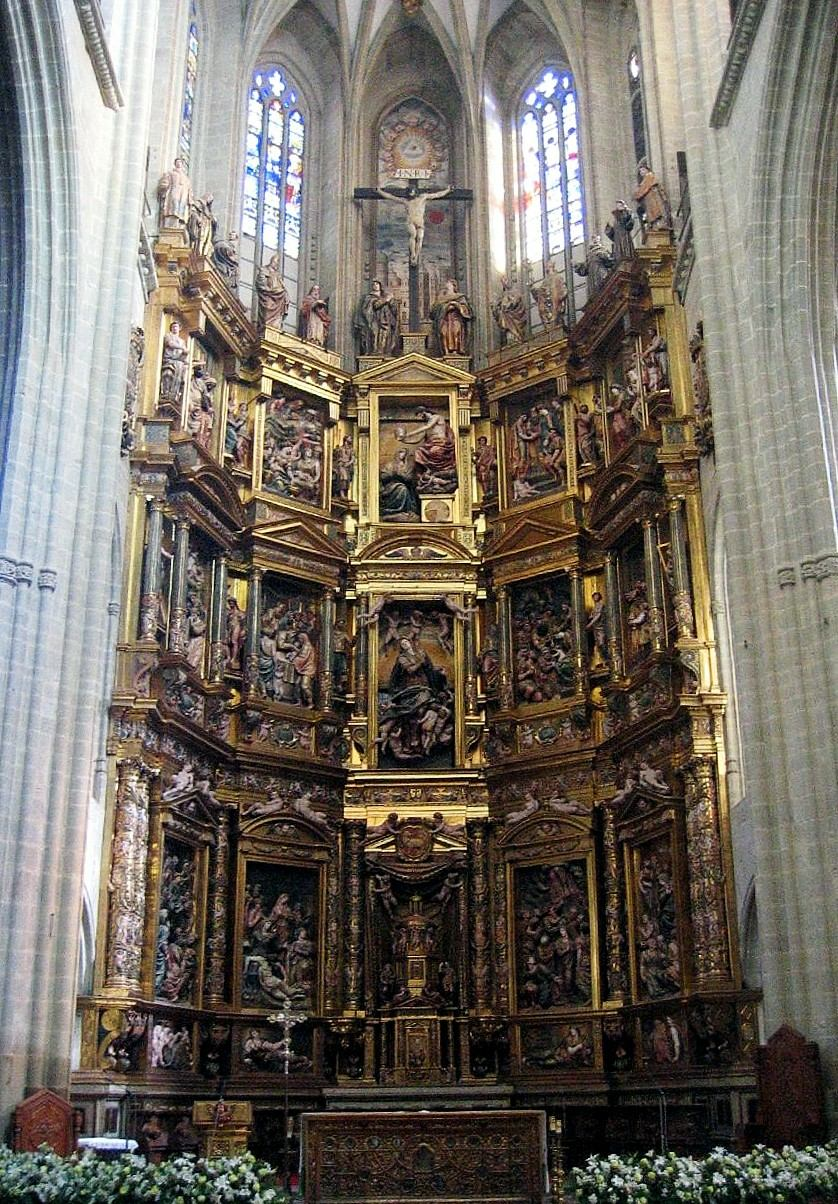
Altar superior da Catedral de Astorga.

Gaspar Becerra (1520–1570) foi um pintor e escultor espanhol.
Ele nasceu em Baeza em 1520. Muito jovem mudou-se para Roma, onde aprendeu técnicas artísticas com seu mestre, Michelangelo. Trabalhou também com o pintor italiano Giorgio Vasari na decoração do Palazzo della Cancelleria e com o pintor e escultor italiano Daniele da Volterra na igreja da Trinità dei Monti (capela Lucrecia della Rovere).
Seu contato com esses e outros pintores maneiristas, bem como o estudo dos desenhos de Michelangelo, fizeram seu trabalho estabelecer as bases do Romantismo nas escolas peninsulares do norte da Itália durante o último terço do século XVI.
Depois de residir por vinte anos em Roma, ele voltou para a Espanha em 1556.
Em 1562 foi nomeado pintor do tribunal de Filipe II de Espanha, o que o fez ser transferido para Madri. Lá trabalhou em pinturas ao ar livre no teto da Torre da Rainha no Palácio Real de El Pardo. Pintou outros no Alcázar de Madri, essas obras, no entanto, não foram preservadas. Ele morreu em Madri em 23 de janeiro de 1568.
Entre suas esculturas mais importantes estão o retábulo principal da catedral de Astorga (Leão) (1558-1562) e o dos Reis Barefoot de Madri (cerca de 1563). Muitos de seus trabalhos se perderam queimados em 1862, apenas os desenhos de seus traços são preservados na Biblioteca Nacional da Espanha.
Ele também criou outro retábulo para o convento de Santa Clara de Briviesca. Ele teve Juan de Ancheta como seu assistente em alguns trabalhos. Vicente Carducho atribuiu os desenhos anatômicos que ilustram a História da composição do corpo humano de Juan Valverde de Amusco, publicado em Roma em 1556 por Antonio Martínez de Salamanca e várias vezes reimpresso com estampas gravadas por Nicolas Béatrizet.
No que diz respeito às imagens, ele executou, a pedido da rainha Isabella de Valois, a imagem de Nossa Senhora de Soledad de la Victoria, a primeira escultura com dedicação a Nossa Senhora de Soledad na Espanha, para o convento de La Victoria Madrid, que foi posteriormente imitado por outros mestres castelhanos. O convento acabou no século XIX, e a imagem passou para o Collegiate San Isidro, que foi queimado em 1936 no início da Guerra Civil Espanhola, e a imagem desapareceu.
Também é atribuído um Cristo Eucarístico reclinado para as Descalças Reais, objeto de procissão na Quinta-feira Santa, e a imagem do Cristo da Flagelação da Irmandade do Nome Doce de Jesus Nazareno de León.